# Rachel Green

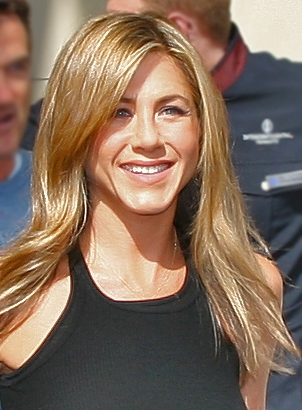
Personajul Rachel Green, interpretat de Jennifer Aniston.

Rachel Green (Rachel Karen Green) este un personaj fictiv, din serialul Friends, creat de David Crane și Marta Kauffman. Este interpretat de Jennifer Aniston.
Rachel este prietena din liceu a Monicăi Geller. În această perioadă îi cunoaște și pe Ross Geller, fratele Monicăi, și, mai târziu, pe Chandler Bing. Urma să se căsătorească cu Barry Farber, dar fuge în ziua nunții. Provine dintr-o familie bogată, fiind foarte răsfățată. Are două surori - Jill (Reese Witherspoon) și Amy (Christina Applegate). 
Principala sa relație este cu Ross. Ross era îndrăgostit de Rachel de când era în liceu. Cei doi sunt împreună timp de aprox. un an, după care se despart. După mai mulți ani, pe când erau în vacanță în Las Vegas, se îmbată amândoi și se căsătoresc. Mai târziu, în urma unei aventuri de-o noapte, Rachel rămâne însărcinată. Așa se naște cel de-al doilea copil al lui Ross, primul al lui Rachel, Emma. În ultimul episod cei doi încep o nouă relație, care, cel mai probabil, se sfârșește printr-o nouă căsătorie. 
Pe plan profesional, Rachel este, la început, chelneriță la Central Perk. Mai târziu își împlinește visul de a lucra în lumea modei. Va lucra la Fortunata Fashions, Bloomingdale's și Ralph Lauren.